# Герман Вілленвей

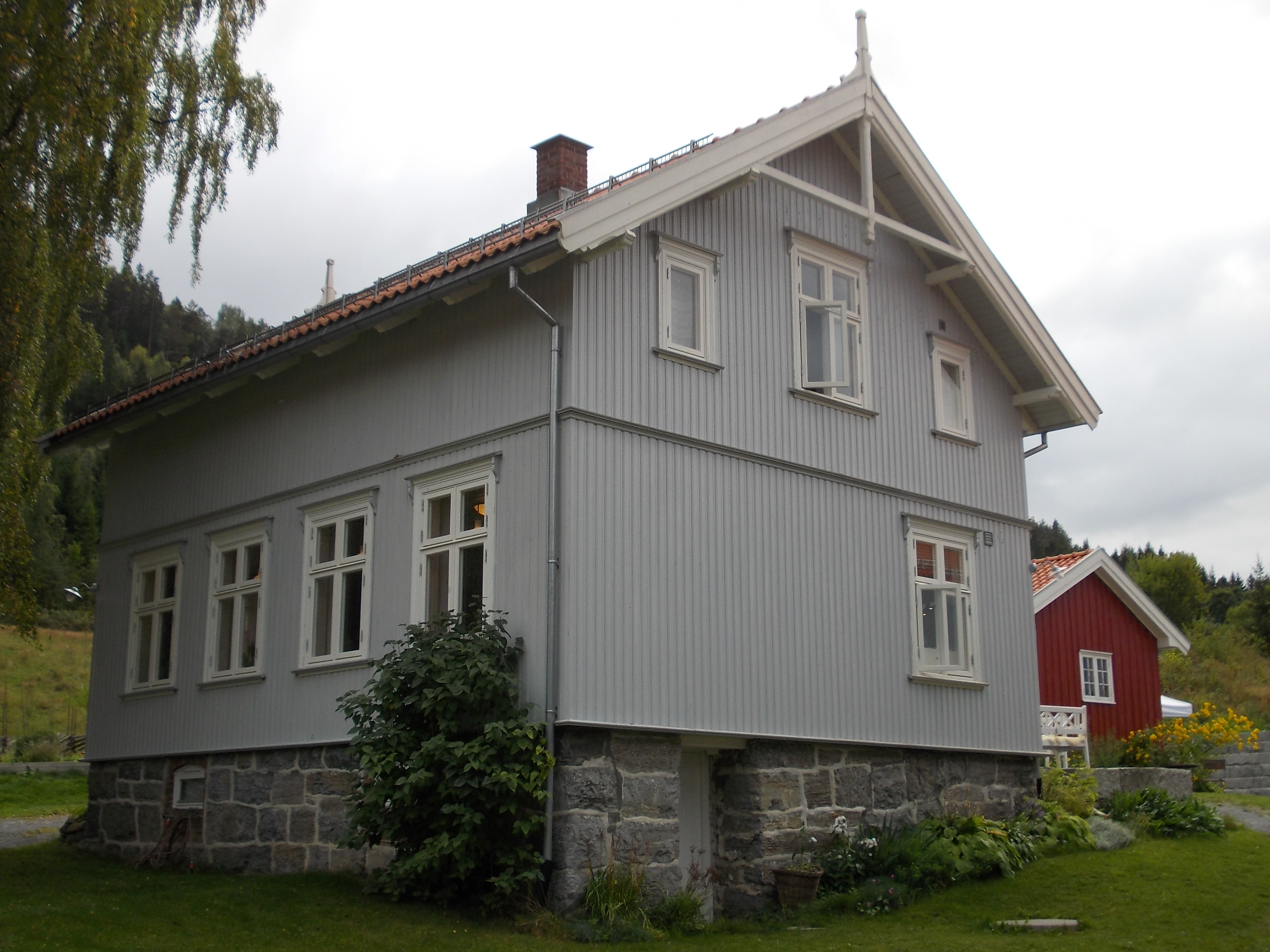
Будинок дитинства Германа Вілленвея

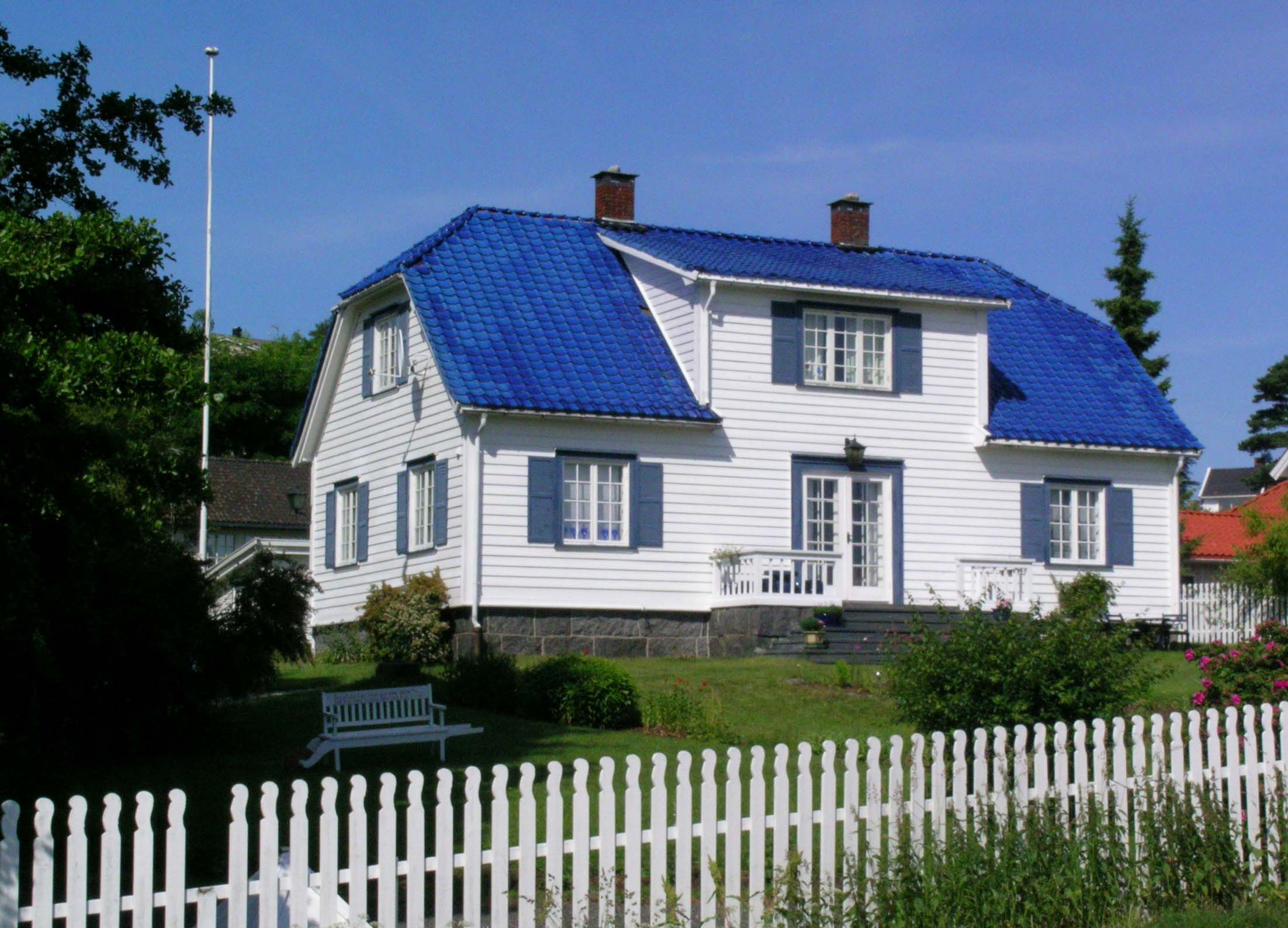
Будинок Вілленвея у Ставерні

Герман Вілленвей (20 липня 1885 — 27 вересня 1959), народжений як Герман Теодор Портас, був одним із найвидатніших норвезьких поетів XX століття. За своє життя він видав 44 книжки власної поезії, а також відомий перекладами Вільяма Шекспіра, Ернеста Хемінгуея та Генріха Гейне. Був одружений з письменницею Гіскен Вілленві.

## Біографія
Вілленвей народився у Мендалені в Недре-Айкері, поблизу міста Драммен у Бускерюді, Норвегія. Він був сином Лауріца Портоса та Ганни Крістін Ґросволль. Він народився поза шлюбом. Його мати залишилася неодруженою, а батько одружився з її молодшою сестрою. Дім його дитинства, від якого він отримав своє прізвище при народженні, називався Портосен.
У 1904 році він емігрував до США, але влітку 1906 року повернувся до Норвегії. 28 червня 1904 року данський пасажирський лайнер SS Norge сів на мілину на шхери Гасселвуд-Рок, неподалік від Рокола, на рифі Гелен у Північній Атлантиці. Згідно з повним звітом Себака, остаточне число загиблих становило 635 осіб, серед них 225 громадян Норвегії. 160 тих, хто вижив, провели до восьми днів у відкритих рятувальних човнах, перш ніж їх врятували. Ще кілька людей померли невдовзі після порятунку у результаті впливу стихії та пиття солоної води. Герман Вільденвей був серед тих, хто вижив.
У 1912 році він одружився з дев'ятнадцятирічною Йонетт Крамер Андреассен (пізніше відомою як Гіскен Вілленвей). Їхнє спільне прізвище змінили на Вілленвей за декларацією 1929 року. З 1913 до 1922 рік подружжя проживало у Копенгагені, хоча він проводив більшу частину свого часу в Християнії (нині Осло).
Проживши кілька років в Осло та Копенгагені, у 1923 році подружжя оселилося у маленькому прибережному містечку Ставерн, де вони побудували свій будинок Гергісгейм у 1927 році. Там пара прожила до кінця життя. 1935 року його нагородили Gyldendal's Endowment. 1955 року, за чотири роки до смерті, він став командором Королівського ордена Святого Олафа за заслуги в його письменницькій діяльності. Він помер у своєму рідному місті Ставерн. Його поховали на Спаському цвинтарі в Осло.
Сьогодні будинок його дитинства, Портосен в Мендалені, є музеєм, присвяченим його життю та творчості. «Portåsen, Wildenveys rike» — це культурний центр, місце зустрічі та місце для місцевих, регіональних і національних митців. Там знаходиться нещодавно відремонтований будинок та господарські будівлі. «Stiftelsen Portåsen» — це організація, яка працює над його розвитком і співпрацює з Музеєм Бускеруда (Buskerudmuseet), фондом для збереження культурної спадщини у Бускеруді.
Товариство Вілленвея (Wildenvey-selskapet) щорічно вручає поетичну премію Германа Вілленвея (Herman Wildenveys Poesipris). Нагорода вручається щороку 20 липня, у річницю дня його народження. Захід проводиться в його будинку у Ставерні. Проєкт дизайну нагороди створив скульптор Ернульф Баст. Премію присуджують особі чи установі, які сприяли розвитку інтересу до поезії Германа Вілленвея.

## Часткова бібліографія

### Оригінальні праці
У дужках показано прямі переклади норвезьких назв .
- 1902 Campanula
- 1907 Nyinger («Вогні»)
- 1908 Digte («Вірші»)
- 1910 Ringsgang («Ходіння колом»)
- 1911 Prismer («Призми»)
- 1913 Lys over land («Світло над землею»)
- 1913 Årets eventyr («Пригода року»)
- 1915 Brendende Hjerter («Палаючі серця»)
- 1916 Kjærtegn («Ласки»)
- 1917 Digte i utvalg («Вибрані вірші»)
- 1917 Flygtninger («Втікачі»)
- 1919 Hemeligheter («Таємниці»)
- 1919 Alle slags vers («Всілякі вірші»)
- 1920 Troll i ord («Слова збуваються»)
- 1920 Den glemte have («Забутий сад»)
- 1921 Nedfallsfrugt («Фрукти на землі»)
- 1922 Nye digte i udvalg («Нові вибрані вірші»)
- 1923 Ildorkestret («Вогняний оркестр»)
- 1924 Streiftog i hjembygden («Повернення до рідного міста»)
- 1925 Fiken av tistler («Інжир з будяків»)
- 1926 Der falder stjerner («Зірки падають»)
- 1926 Prosa i utvalg («Вибрана проза»)
- 1927 Samlede digt («Зібрані вірші»)
- 1927 Et Herrens år («Рік Господній», або «Anno Domini»)
- 1930 Dagenes sang, Ringen («Пісня днів», «Перстень»)
- 1931 Høstens lyre («Арфа осені»)
- 1931 Digte i utvalg («Вибрані вірші»)
- 1932 På ville veier («Бігає дико»)
- 1935 Stjernenes speil («Дзеркала зірок»)
- 1936 Samlede digt («Зібрані вірші»)
- 1936 En ung manns flukt («Втеча молодої людини»)
- 1937 Vingehesten og verden («Крилатий кінь і світ») (перекладено німецькою того ж року як Mein Pegasus)
- 1938 Den nye rytmen («Новий ритм»)
- 1940 En lykkelig tid («Щасливі дні»)
- 1941 Samlede dikt («Зібрані вірші»)
- 1946 Filomele
- 1947 Ved sangens kilder («На джерелах пісні»)
- 1948 Ringsgang (переглянута версія видання 1910)
- 1950 Mine sangers bok («Книга моїх пісень»)
- 1952 Polyhymnia
- 1953 Ugler til Athen (переклад Джозефа Ауслендера як «Сови до Афін»)
- 1956 Soluret («Сонячний годинник»)
- 1957 Samlede dikt («Зібрані вірші»)
- 1969 Efterklang («Aftertones») (під редакцією його дружини Гіскен Вілленвей)

### Переклади
- 1912 Вільям Шекспір: «Як вам це подобається» (норв. назва: Livet i skogen; «Життя в лісі»)
- 1926 Paul Géraldy: Toi et moi (норв. назва: Du og jeg; «Ти і я»)
- 1929 Генріх Гейне: Buch der Lieder (норв. назва: Sangenes bok; «Книга пісень»)
- 1930 Ернест Хемінгуей : «Прощавай, зброє!» (Норв. назва: Farvel til våpnene)
- 1931 Ліам О'Флаерті: «Містер Гілхулі»
- 1942 Езоп: «Езопові байки» (Норв. назва: Æsops fabler)

## Нагороди
- Gyldendal's Endowment (1935)
- Премія Доблоуга (1955)